# Vesperus luridus
Vesperus luridus är en skalbaggsart som först beskrevs av Pietro Rossi 1794. Vesperus luridus ingår i släktet Vesperus och familjen långhorningar, Cerambycidae. Arten förekommer i Bosnien och Hercegovina, Korsika, Kroatien, Frankrike, Italien, Sardinien, Serbien och på Sicilien. Inga underarter finns listade.